# ココリコミラクルタイプ
『ココリコミラクルタイプ』（英称:Cocorico Miracle Type）は、2001年4月11日から2007年9月26日までフジテレビ系列で毎週水曜夜10時に「水10!」枠で放送されていたバラエティ番組である。ココリコらが視聴者の投稿や芸能人の体験談をもとにコントで再現する。ココリコの冠番組で、通称「ミラクル」「ミラクルタイプ」「ココミラ」。

## 番組概要
番組はコントを見ながらココリコが司会進行役となってゲストや他のレギュラーメンバーとのトークセッションを繰り広げるというもの。「豹変する女」「折れない男」「夢のない男」「モーヲタ」「ドラマ気取り」など、再現ドラマ風コント（事実上、コントドラマ）が人気を博した。
スタジオ内ではコントとコントの間にゲストを交えてトークをする。30分番組でトークが短くなることが多く、テロップが挿入されていた。
オープニングは出演者の写真をコマ送りで表現し、途中からはプロの漫画家（里中満智子、きうちかずひろ、いがらしゆみこ、土田世紀）のイラストを起用した。 終盤は、出演者がホスト・ホステス風に写真で登場する。登場順は、田中直樹→遠藤章造→松下由樹→坂井真紀→八嶋智人&小西真奈美→大倉孝二&山口紗弥加→品川祐&庄司智春→福田沙紀&永田彬→村上知子&リリー・フランキーの順番となっている。
またこの番組の直前には同番組と同じコント番組「ワンナイR&R」を放送していた。

## 出演者
番組メンバーのことを「ミラクル劇団」と称していた（2007年2月放送より）。

### メインキャスト
- ココリコ（田中直樹・遠藤章造）

### レギュラー
番組全期
- 松下由樹
- 坂井真紀
- 八嶋智人
- 小西真奈美（2007年3月28日まで）
- 品川庄司（品川祐・庄司智春）
- 村上知子（森三中、2002年10月16日より）
- リリーフランキー
- ミラクルさん（声：ピエール瀧）

番組初期（番組開始 - 2003年9月）
- 小日向しえ（2003年6月4日まで）
- 安藤亮司
- 金子さやか（2002年3月27日まで）
- 浜口順子（2002年4月10日より）

番組中期（2003年10月 - 2006年9月）
- 加藤晴彦
- 加藤夏希

番組末期（2006年10月 - 番組終了）
- 大倉孝二
- 福田沙紀
- 山口紗弥加（2007年1月10日より）
- 永田彬（同上）

### メンバー脱退・加入編成状況
- 最初のメンバー編成は「水10!」に行く時の2002年春に行われ、金子が卒業し、浜口順子が新たに加わった。
- 2003年5月、小日向しえと田中が結婚｡それにより､小日向が結婚したことと音楽活動に専念することを理由に番組を卒業した。
- 同年10月に加藤晴彦・加藤夏希が加わった際に、サンスポの記事として公表されたのと同時に安藤・浜口が卒業することも発表された。
- その3年後の2006年9月で晴彦・夏希が卒業することが番組内で発表され、1ヵ月後に大倉・福田が加入することが放送直前に夕刊フジの記事で報じられた。
- 2007年1月、山口と永田彬の加入は番組のホームページで事前発表され、2ヵ月後の3月に小西が卒業した。

### 変遷
| 担当         | 出演者（2001年4月 - 2002年3月） |
| ------------ | --- |
| MC           | ココリコ（遠藤章造 / 田中直樹） |
| レギュラー   | 松下由樹 / 坂井真紀 / 八嶋智人 / 小西真奈美 / 品川庄司（品川祐 / 庄司智春） / リリーフランキー / 小日向しえ / 安藤亮司 / 金子さやか |
| キャラクター | ミラクルさん |

| 担当         | 出演者（2002年4月 - 2002年9月）                                                                              |
| ------------ | --- |
| MC           | ココリコ |
| レギュラー   | 松下由樹 / 坂井真紀 / 八嶋智人 / 小西真奈美 / 品川庄司 / リリーフランキー / 小日向しえ / 安藤亮司 / 浜口順子 |
| キャラクター | ミラクルさん                                                                                                 |

| 担当         | 出演者（2002年10月 - 2003年6月）                                                                                                  |
| ------------ | --- |
| MC           | ココリコ |
| レギュラー   | 松下由樹 / 坂井真紀 / 八嶋智人 / 小西真奈美 / 品川庄司 / リリーフランキー / 小日向しえ / 安藤亮司 / 浜口順子 / 村上知子（森三中） |
| キャラクター | ミラクルさん |

| 担当         | 出演者（2003年6月 - 2003年9月）                                                                            |
| ------------ | --- |
| MC           | ココリコ                                                                                                   |
| レギュラー   | 松下由樹 / 坂井真紀 / 八嶋智人 / 小西真奈美 / 品川庄司 / リリーフランキー / 安藤亮司 / 浜口順子 / 村上知子 |
| キャラクター | ミラクルさん                                                                                               |

| 担当         | 出演者（2003年10月 - 2006年9月）                                                                           |
| ------------ | --- |
| MC           | ココリコ                                                                                                   |
| レギュラー   | 松下由樹 / 坂井真紀 / 八嶋智人 / 小西真奈美 / 品川庄司 / リリーフランキー / 村上知子 / 加藤晴彦 / 加藤夏希 |
| キャラクター | ミラクルさん                                                                                               |

| 担当         | 出演者（2006年10月 - 2006年12月）                                                                          |
| ------------ | --- |
| MC           | ココリコ                                                                                                   |
| レギュラー   | 松下由樹 / 坂井真紀 / 八嶋智人 / 小西真奈美 / 品川庄司 / リリーフランキー / 村上知子 / 大倉孝二 / 福田沙紀 |
| キャラクター | ミラクルさん                                                                                               |

| 担当         | 出演者（2007年1月 - 2007年3月）                                                                                                  |
| ------------ | --- |
| MC           | ココリコ |
| レギュラー   | 松下由樹 / 坂井真紀 / 八嶋智人 / 小西真奈美 / 品川庄司 / リリーフランキー / 村上知子 / 大倉孝二 / 福田沙紀 / 山口紗弥加 / 永田彬 |
| キャラクター | ミラクルさん |

| 担当         | 出演者（2007年4月 - 2007年9月）                                                                                     |
| ------------ | --- |
| MC           | ココリコ |
| レギュラー   | 松下由樹 / 坂井真紀 / 八嶋智人 / 品川庄司 / リリーフランキー / 村上知子 / 大倉孝二 / 福田沙紀 / 山口紗弥加 / 永田彬 |
| キャラクター | ミラクルさん |

## 番組の歴史

### 前身
1999年12月30日午前0時から関東ローカルのみで放送された、単発特番「ココリコ超特大号」が前身。内容はパロディやドキュメントタッチのコントで、遠藤・田中が扮する「チェッカー戦闘員」（何を言っても「ヒー」としか喋らない）などが登場した。
その後、単発の深夜番組「ココリコの投稿番長」が2000年4月5日・7月8日・10月5日・12月26日の計4回放送された。7月8日の放送は「2000FNS1億2700万人の27時間テレビ夢列島」の深夜コーナー「草彅・キャイ〜ン・ココリコの女子アナといろいろやってみるぞスペシャル!」の中で全国ネットで初の生放送。10月5日の第3弾からは後にレギュラーとなる松下が審査員ゲストとして参加している。

### 2001年4月 - 2002年3月
全国ネットになったのは2001年4月11日。番組タイトルを「ココリコミラクルタイプ」に改めた。放送時間は水曜23:00 - 23:30。（水曜バラパラ）放送開始当初の視聴率は一桁が続いたが3ヶ月経過してから2桁台になった。

### 2002年4月 - 2007年9月
翌年2002年4月の改編で水曜日夜10:00台の「水10!」の1パートとしてプライムタイムに進出（番組内ではゴールデンタイム進出と称していた）した。また、音声モードもモノラルからステレオに変更された。

#### 2003年
- 2003年1月1日、13:00 - 15:00に初の生放送を放送。
- 3月28日、番組公式単行本（角川書店刊）が発売
- 3月には21:00からの2時間、4月には22:00からの1時間半スペシャルを放送
- 8月、番組から生まれたユニット「時給800円」（後述）が成功
- 9月4日、これまで放送してきたコントがDVD・VHSに収録され、「恋のみそ味」「恋のしお味」として発売され、発売1週間で総計3万5千枚以上の売上を記録するセールスとなった。
- 秋頃に講談社の女性向け漫画雑誌「Kiss」にて、番組内の一コーナーが元になってコミカライズ。コミカライズ時のタイトルは「ブランドOLなでしこ」として連載された。
- 視聴率15%以上を常に取るようになり、一部地域では20%を超えた。

#### 2004年
- 2004年1月1日に125分の「元日スペシャル」を放送。（以後2006年まで実施）
- 1月7日、「ドラマスペシャル」を放送。
- 10月6日、男性レギュラーと松下由樹が人気キャラクターをアレンジした探偵に扮し、犯人を当てるサスペンスコメディーを90分拡大版として放送。翌週の10月13日に続編が放送された。
- 11月に時給800円の2ndシングルの発売と、新たに日給8000円なるユニットが誕生。CDタイアップも兼ねたコントを行うようになった。
- 11月17日にDVD第2弾「恋のしょうゆ味」「恋のとんこつ味」が発売された。

#### 2005年
- 2005年の元日には1時間半スペシャル、1月5日にはドラマスペシャルのオムニバス版が放送されいずれも高視聴率をマークした。
- 4月「ミラクルタイプ」のコントの中にあったブログを題材にした姉妹番組「ブログタイプ」（メインは青木さやか）が放送開始した。
- 10月12日の2時間半スペシャルでは、遠藤と千秋が結婚後初の夫婦テレビ共演を果たした。

#### 2006年
- 2006年、元日スペシャルを放送
- 2月にドラマスペシャルの放送
- 時給800円が3rdシングルを以て解散した。
- 4月、フジテレビの各バラエティ番組が持ち回りで行っていたフジテレビ入社式を「ミラクルタイプ」が担当した。[要出典]
- 7月26日の1時間拡大版「リリー東京タワーヒット記念・こんなに家族は素晴らしいSP」で、投稿採用数が1000を超えた。（No.1000は「東京タワーをやってみた」）
- 最高視聴率19.2%（第237回・「ココリコグータンミラクル“ヌーボ”タイプ『結婚の理想と現実』90分SP」）を記録した。
- 9月いっぱいで、2003年10月以来レギュラー参加していた加藤晴彦・加藤夏希が番組を卒業し3年ぶりのメンバー交代が行われた。

#### 2007年
- 4月4日の「水10!SP」よりハイビジョン制作となった。
- 7月28日深夜3時頃には「FNS27時間テレビ みんな“なまか”だっ!ウッキー!ハッピー!西遊記!」内で生放送（4年半ぶり2回目）「ココリコミラクルタイプwith香取慎吾」が放送された。
- 8月15日の「ミラクルさん家で衝撃トークSP」にて、「9月をもって終了」と発表された。
- 9月26日放送分で終了。最終回は2回に分け「ミラクルメンバーがセレクトしたリクエストコント」と題し、これまでやったキャラクターコントをリメイクして録り直したものが放送された。

## 主な企画(サブタイトル)
サブタイトルの末尾には必ず「スペシャル」がつく。
- 最低恋愛スペシャル
- 最低彼氏彼女スペシャル
- 最低結婚スペシャル
- 最低学園スペシャル
- 気取りスペシャル
- 最強変な人スペシャル
  - 迷惑な人スペシャル
  - トラブルメーカースペシャル
- お稽古スペシャル
- フレンズスペシャル
- お仕事スペシャル
- ミラクルさんのダメ出しinミラクルさん家スペシャル
- こんな女は嫌われるスペシャル
- 川柳スペシャル
- ウーマンウォ―ズスペシャル

このほか、ゲストの体験コントだけで進行するゲスト名を冠したスペシャル、「リリー'SBAR」「ミラクルNG裁判」などの特別編もあった。

## 主なコント・キャラクター
総コント数は1185。
- ○○気取り
  - 火サス気取り・吉田（松下）
  - カラオケ気取り（坂井）
  - キルビル気取り（田中、八嶋、小西、加藤夏希）
- 鬼嫁（田中）
- 折れない○○（田中、松下）
大抵、「夫婦」である事が多い。
- 隣の中田君（田中）
- 嫉妬深い女マリ（田中）
- 素晴らしき80's
- 豹変女（松下）
- ミス被害妄想・ジュンコ（松下）
- 目に付く男・福王さん（田中）
- ブランドOLなでしこ（田中）
- ホルモンマン（遠藤）
ホルモンマンでヒロインを演じている小西は早くその役を降りたいと嘆いていた。
- ミラクルダイアリー（松下）
- ミラクルティーチャー（最悪な先生）
- モーヲタ（田中、遠藤、八嶋、品川、加藤晴彦、小日向→村上・加藤夏希）
- 夢のない男／女／パパ（田中、これらは「夢のないシリーズ」と称される。）
田中の台詞がやたら長い上、早口なため、NGが80回以上になることが多々。しかし、OKを出すと、演者及びスタッフから拍手が巻き起こる。
坂井と品川扮する夢のありすぎる女／男またはゲストが長々と理想や偉人の成功伝を述べてその後に田中がネガティブな長話でそれを摘み取ってしまうという内容。長話の部分は画面にテロップが発言と連動して表示される。夢のない男の止めの言葉に夢のありすぎる女／男またはゲストが呆れたところでコントは終了する。
- すぐ泣ける女ヒトミ（坂井）
- ブリる女・モモちゃん（小西）
アニメ「ドラえもん」のBGMが使用されていた。
- 幸薄女・幸子（田中）
- うわさ好きの男／女（品川）
- サバを読む女・サバ子（田中）
- S子（小西）
- いっちょかみ女（八嶋）
- 方言バトル女（松下、小西、加藤夏希→福田、坂井）
出身地を侮辱した相手に対し、その地方の方言を繰り出し、お国自慢や名産品を持ち出して言い争う[2]。
松下が地元の名古屋弁を披露した他[2]、達者な広島弁、博多弁などを披露して話題を呼んだ[2]。
一度だけ男性陣の回がある。
- 血液型判断女（坂井）
- 結婚したがる女（遠藤）
- 恋愛を語る女（村上）
- 気まぐれコンセプト（八嶋、加藤夏希）
2005年12月14日〜
- 手裏剣女（坂井）
- 裏切る女（松下、坂井）
- NIKITA女（田中、松下）
「ココリコグータンミラクルヌーボタイプ」では江角マキコが「艶女」としてゲスト出演した。
- LEON男（遠藤、庄司）
- 不信の合コン
- 180秒のさよなら（松下ほか。2006年2月〜5月。時給800円「さくらいろ」発売記念）
- ウイニ―女（松下）
- グジ子（松下）
- 絶対に謝らない女（松下）
- お母さん女 セツ子（松下）
- いき過ぎ口ハス女（坂井、田中）
- 冗談が通じない男（田中）
- メイドオタ（八嶋、田中、遠藤）
- デスノート女（小西）
- ナイナイガールズ (松下、坂井、山口)
- 腐女子のふーちゃん（山口）
- 四十歳童貞男（田中）
シリーズ化決定と放送されたが、第一弾以降放送されていない

## ミラクルさん
雪男を模したキャラクター。本来ならば「ミラクル唯一の観客」ということなのだが、実際は「影の進行役」である。声はピエール瀧が担当している。
言葉遣い
言葉遣いは悪い。よく言うことばは「馬鹿っ!」。語尾には「○○だヌーン！」が付く。
また、進行の際「は〜いのは〜いのはいのはいのは〜〜〜い」とよく言っている。
獣か雪男か
番組内では「ミラクルさん家」は山奥にある設定。だが、「ココリコミラクルタイプwith香取慎吾」の際はなぜか雪山の設定。遠藤がミラクルさんに尋ねると、「俺の設定なんだったっけ?」と逆に質問したが、全員「わからない」という答え。それに対しミラクルさんが「俺の設定は俺は雪男」と言った。このことから、ミラクルさんは雪男であることがわかった。

## その他の企画

### ココリコミラクルタイプドラマスペシャル
2004年1月7日「二重生活（ダブルライフ）」と題された2時間ドラマが放送され、2005年・2006年には人気コントテーマ「こんな女は嫌われる」のドラマ版が放送された。2004年放送版が「ミラクルタイプ」にとって初の試みであるが、これ以前にも2003年9月26日 24:55 - 25:25に八嶋智人・小日向しえ主演の短編ドラマ「私海」（「ミラクルタイプ」の冠ではないが、スタッフ班が同じ）が深夜帯で放送された。

### ミラクルタイプ殺人事件
2004年10月6日、10月13日には、サスペンスドラマを題材にした特別企画。6日を前編（本編）、13日を後編（解決編）に分けて放送。上記のドラマスペシャルと異なる点は普段の番組で登場するコントキャラが刑事に扮して笑い声は入らないものの、ドラマよりコント寄りした構成となっていた。福田雄一脚本、サブタイトルは「遺産を巡る美人姉妹殺人予告の宴に日本の名刑事揃うサスペンスのはずが世にも笑えるミラクルな殺人事件」
- 旅館支配人:藤村俊二
- 妖精:YOU

### ココリコグータンミラクルヌーボタイプ
2006年9月13日・2007年3月28日に、本番組終了後各地の放送局のミニ番組を挟んで放送される関西テレビ制作の「グータンヌーボ」と合体した特別番組。「水10!」の中では字幕放送はないが、こちらの場合は字幕放送あり。

### ココリコミラクルタイプwith香取慎吾
FNS27時間テレビ みんな“なまか”だっ!ウッキー!ハッピー!西遊記!内で放送された「ココリコミラクルタイプ」のスペシャル版。3:00 - 5:00の2時間の予定だったが番組進行が遅れていたため短縮された。この調整により後の企画ではタイムテーブル通りに番組が進行した。
- 出演者：ココリコ、松下由樹、坂井真紀、八嶋智人、山口紗弥加、品川庄司、村上知子、大倉孝二、永田彬、リリー・フランキー、ミラクルさん
  - レギュラー放送に出演していた福田沙紀は、労働基準法に抵触（当時16歳）するため出演せず。
- ゲスト出演者：香取慎吾、草彅剛（SMAP）、千秋、小日向しえ（VTR出演）

#### 当初予定されていたコント
- 「カラオケ気取り」（遠藤、松下、坂井、八嶋、品川、村上）

番組内では時間の都合で未放送になったが、2007年8月29日の「ココリコミラクルタイプ」レギュラー回で放送された。

#### その他
- 「香取部長」は、本来『SMAP×SMAP』のコントであるが、特別にこの枠内で生放送で実施。
- 「ナイナイガールズ」には、ココリコへのドッキリとして2人の妻が出演。それぞれ自分の夫に関する暴露をした。

## 番組から生まれたユニット
時給800円（じきゅう はっぴゃくえん）
略称は「ジッパチ」。吉本興業が運営、メロディック・ハードコアを専攻するR and Cレーベル所属のロックバンド（ボーカルユニット）。名前は、MONGOL800のパロディー。
当初はピエール瀧がプロデュースした謎の歌手として2003年4月〜6月期のEDテーマ『死ぬほどあなたが好きだから』を歌い、番組に問い合わせが殺到。インディーズ盤も密かにリリースされていたが、話題になるとともに即完売。多大な問い合わせの声に応え、急遽コロムビアミュージックエンタテインメントから2003年7月23日にシングルを発売。
「ミュージックステーション」（2003年8月22日放送）に出演し、正体が遠藤・八嶋・品川の三人演じる土木作業員のコントキャラ（ミラクルダイアリー、2003年3月放送分）と明らかに。発売1ヶ月後にしてオリコンチャート最高11位のヒットを記録。
2004年11月25日リリースの2ndシングル『たまには泣いてもいいですか?』より、在籍レコード会社をR and Cに移した。
2006年3月8日、3rdシングル『さくらいろ』をリリース。同曲リリース直後、「3人が天狗になってきた」とプロデューサーが解散を決断。逸話としてメンバーがあまり歌詞を覚えていない様で2006年4月3日放送のHEY!HEY!HEY! MUSIC CHAMPスペシャルで歌う際、歌詞をカンニングして歌う所を司会の浜田雅功に暴露された。
2006年4月26日、6曲入り初アルバムにしてラスト・アルバム『GREATEST HITS』をリリース。初回盤のみMV・特典映像収録のDVD付。
日給8000円
時給800円に関連し、加藤夏希と村上知子によるデュオユニット日給8000円（にっきゅう・はっせんえん　R and C所属）がある。
そもそもは「時給800円」の第2弾シングル「たまには泣いてもいいですか?」（番組挿入歌、2004年11月24日放送の番組サブタイトルに）が2004年11月25日に発売されるのに合わせて、「ならば私たちもユニットを」ということで2004年11月3日放送分で夏希と村上がこのデュオユニットを結成したことを発表。デビューシングルとなる「未来がなくても抱きしめて」（2004年10月27日〜のエンディングテーマ）との売り上げ競争を行うことになったという。
発売日の2004年11月25日付オリコンデイリーチャートでは時給800円が3位、日給8000円が15位。実質、発売週に在庫が少なくなりバックオーダーがかかった、時給800円が勝利していた。なお、日給8000円は「ポップジャム」の企画「ブレイクレーダー」で、4週連続1位になった。また、衣装はかつてのアイドルデュオ・Winkをイメージしたものである。

## 主題歌
- 「RELAX」 - フランキー・ゴーズ・トゥ・ハリウッド
  - リリーの正式ペンネームが「リリー・フランキー・ゴース・トゥ・ハリウッド」だった時期がある。
  - テーマ曲は全国ネット昇格以来フランキー・ゴーズ・トゥ・ハリウッドの「リラックス」が使用されているがフルにかけられない内容の曲であるため使われているのは冒頭のみである。（詳細はフランキー・ゴーズ・トゥ・ハリウッドの項を参照。ただしDVDのメニュー画面ではフルで流れている）
- 福王さんがいるときに流れる「恋はみずいろ」 - ポール・モーリア
- ホルモンマンのテーマ「ダンディズム」 - 谷村新司
- コント前の紹介BGM「テクノポリス」 - イエロー・マジック・オーケストラ（電気グルーヴによるリミックスバージョン）
- 「幸子」のテーマ「OH PRETTY WOMAN」 - ロイ・オービソン (※オルゴールバージョンと共用されている。)

## スタッフ（終了時点）
- 構成：都築浩、樋口卓治、鈴木おさむ、福田雄一、椎名基樹、天野慎也、村上大樹、金丸純也、川島カヨ
- 技術：共同テレビジョン
- TD：佐々木信一
- SW：大嶋徹
- CAM：村野哲也
- VE：川崎淳
- AUD：大田勝巳
- 照明：八木原伸治
- 美術プロデューサー：井上幸夫
- デザイン：棈木陽次
- 美術進行：矢野雄一郎
- 大道具：塩山勝之
- 装飾：福留克年
- 衣裳：伊藤美恵子
- メイク：原田妃佳留
- かつら：清水聖恵
- 持道具：山田裕紀
- 電飾：寺田豊
- アクリル装飾：國母淳一
- 特殊美術：横山公一
- 視覚効果：中溝雅彦
- 生花装飾：安藤岳
- 植木装飾：渡辺篤
- VTR編集：一ノ瀬勝（笑カンパニー）
- MA：中村和弘（笑カンパニー）
- 音響効果：松長芳樹（デジタルサーカス）
- CG：田中秀幸（フレイムグラフィックス）、Sewedi
- オープニングイラスト：土田世紀
  - 過去のイラスト：池上遼一、里中満智子、きうちかずひろ、いがらしゆみこ
- オープニング撮影：凸凹卍
- ミラクルさん・人形製作：スタジオノーヴァ
- 広報：山下千緒
- デスク：和泉愛
- TK：平井冴子
- 編成：金井卓也
- スーパーバイザー：黒木彰一
- FD：高橋洋子
- AP：北口富紀子、木月洋介
- AD：武蔵祐輝、河本晃典、黒柳法子、林雅之、藤井遼太郎
- ディレクター：渡辺剛（NET WEB）、渡辺資、名城ラリータ（FCC）
- 演出：金子傑（以前はディレクター）
- 制作プロデューサー：辻村たろう（NET WEB）
- プロデュース：石井浩二（以前は演出も兼任）
- 制作：フジテレビバラエティ制作センター
- 制作著作：フジテレビ

### 過去のスタッフ
- プロデューサー→チーフプロデューサー→編成担当
  - 荒井昭博
- スーパーバイザー：坪田譲治、原田冬彦、小松純也
- 構成：大野ケイスケ、佐藤修、高松宏美、大宮エリー
- 編成：保原賢一郎、杉尾敦弘、小中ももこ
- 広報：清野真紀
- 監修：伊戸川俊伸、印田弘幸
- ディレクター：吉澤聡史、岡部統一、松村耕平、浅野克己
- CAM：小川経一
- AUD：中村仁
- 美術進行：吉田敬
- MA：岡田利明（笑カンパニー）

## 関連作品

### VHS
ポニーキャニオンから発売
- ココリコミラクルタイプ Vol.1「恋のしお味」編 (2003年9月3日)
- ココリコミラクルタイプ Vol.2「恋のみそ味」編 (2003年9月3日)

### DVD
ポニーキャニオンから発売
- ココリコミラクルタイプ 恋のみそ味 恋のしお味 DVD-BOX (2003年9月3日)
- ココリコミラクルタイプ 恋のしょうゆ味 恋のとんこつ味 DVD-BOX (2004年11月17日)

### CD
- 死ぬほどあなたが好きだから (日本コロムビア、2003年7月23日)
- たまには泣いてもいいですか? (よしもとアール・アンド・シー、2004年11月25日)
- 未来がなくても抱きしめて (よしもとアール・アンド・シー、2004年11月25日)
- さくらいろ (よしもとアール・アンド・シー、2006年3月8日)
- GREATEST HITS (よしもとアール・アンド・シー、2006年4月26日)